# 酒井良 (作曲家)
酒井 良（さかい りょう、1968年 - ）は、千葉県出身のフリー作曲家。

## 経歴
- 1989年、音楽制作会社に入社。1993年、同社を退社。

## 作品

### テレビアニメ
- 仙界伝 封神演義（1999年） - BGM
- 妖しのセレス（2000年） - BGM
- 鋼鉄天使くるみ2式（2001年） - オープニングテーマ「KissからはじまるMiracle（2式）」編曲
- キノの旅 -the Beautiful World-（2003年） - BGM、エンディングテーマ「-the Beautiful World-」作曲・編曲
- 流星戦隊ムスメット（2004年） - オープニングテーマ「愛の閃光」作曲・編曲
- W〜ウィッシュ〜（2004年） - BGM
- 奏光のストレイン（2006年） - BGM
- クリスタル ブレイズ（2008年） - BGM

### Webアニメ
- いたずら魔女と眠らない街 (2017年)  - BGM

### OVA
- ふしぎ遊戯 -永光伝-（2001年 - 2002年） - BGM、オープニングテーマ「地上の星座」作曲・編曲、エンディングテーマ「YES-ここに永遠がある-」作曲・編曲
- がぁーでぃあんHearts（2003年） - BGM
- 夏色の砂時計（2004年） - BGM
- がぁーでぃあんHearts ぱわ〜あっぷ!（2005年） - BGM
- Landreaall（2017年）- BGM

### ゲーム
- 流行り神 警視庁怪異事件ファイル（2004年） - BGM、エンディングテーマ「Phantom」作曲・編曲
- ブルーフロウ（2005年） - BGM
- ファントム・キングダム（2005年） - BGM（一部）
- 流行り神2 警視庁怪異事件ファイル（2007年） - BGM
- 流行り神3 警視庁怪異事件ファイル（2009年） - BGM

### ドラマCD
- 僕の初恋をキミに捧ぐ（2006年） - BGM

## アニメ外部リンク
- something in the air